# ジギスモント・タールベルク
ジギスモント・タールベルク（Sigismond Thalberg, 1812年1月8日 - 1871年4月27日）は、19世紀スイス出身、ロマン派のピアニスト・作曲家。同時代者のフレデリック・ショパン、フランツ・リストなどと並んで、19世紀において最も傑出したピアノの名手の一人だった。オペラ、協奏曲、室内楽曲、歌曲なども残したものの、他人の作品を土台にした変奏曲や幻想曲の様式の作品が多いため従来は忘れられることが多かったが、「3本の手」と呼ぶ奏法など、後世の音楽に与えた影響は小さくない。
近年ではフランチェスコ・ニコロージらが彼の作品を取り上げている。

## 生涯

### 誕生
タールベルクは1812年1月8日にスイス・ジュネーヴ近郊のパキスに私生児として生まれたらしい。フランクフルト・アム・マイン出身の両親の元に生まれたという誕生証明が残っているものの偽物と言われ、母はマリア・ジュリア・ウェツラー・フォン・プランケンシュテルン（ウェツラー男爵夫人）、父はオーストリアの名門貴族フランツ・ヨーゼフ・フォン・ディートリヒシュタイン伯爵とされている。幼時についてはほとんど知られていない。
タールベルク自身の話によれば、1824年の5月7日にベートーヴェンの交響曲第9番の初演を聞いているので、母が10歳の彼をウィーンに連れていったと推測される。子どもの頃の音楽教師の名は知られていないが、母自身が優れたアマチュア・ピアニストだったので、タールベルクに最初の音楽教育を施した可能性がある。

### 少年期
1826年、彼は作曲家・ピアニストのモシェレスについてロンドンで学んでいる。その当時のことを書いたモシェレスのメンデルスゾーン宛書簡によれば、すでに自力で大成するだけの能力をつけていたという。タールベルクの最初の公開演奏は14歳を数える1826年5月17日にロンドンで行われた。その後、フンメル、カルクブレンナー、チェルニーなどのピアノの大家について指導を受けた。
1828年に彼は 《ウェーバーのオイリアンテによる幻想曲 Op.1》 を初めて出版した。1830年になると、ウィーンで作曲家メンデルスゾーン、ショパンに出会っている。ついで1830年代の初め、タールベルクはオーストリアの音楽理論家ジーモン・ゼヒターのもとで対位法を学んだ。これが 《幻想曲 Op.12》 などの作品に反映している。しかし作曲家ロベルト・シューマンの批判を受けたため対位法の使用を減らし、歓迎された。

### デビュー
1835年11月にパリに行き、11月16日にオーストリア大使ルドルフ・アポニー伯爵邸での私的演奏会で演奏、翌1836年1月24日にパリ音楽院の演奏会に参加し 《大幻想曲 Op.22》 を演奏した。ロッシーニやマイアベーアを含む優れた音楽家たちの喝采を浴びた。ショパンは批判的であったが、作曲家ベルリオーズは熱い賞賛を残している。当時の雑誌記事は「モシェレス、カルクブレンナー、ショパン、リスト、エルツは今もこれからも偉大な芸術家である。しかしタールベルクは他のこれまでのどんな人物と比べればいいのか分からない新しい芸術を創造した。タールベルクは世界でも第一級のピアニストであるばかりでなく、飛び抜けて優れた作曲家でもある」
と絶賛している。
1836年4月、タールベルクはパリで初めてのソロ演奏会を開き、センセーショナルな成功をおさめた。上がった収益は1万フランにのぼり、どんな名手といえども1回の演奏会で得たことのない金額だった。ジュネーヴ・リヨン・パリでの彼の成功を聞き、リストは自分自身を逃走するナポレオン・ボナパルトに例えた。

### リストとの対決
1837年になると、リストは雑誌記事でタールベルクの作品をけなしている。タールベルクがパリに戻ると、2人の間にライバル意識（リストがわずか2ヶ月ほど年長）が燃え上がった。同年2月にタールベルクは初めてリストの演奏を聞いて呆然となった。同年5月、彼はロンドンで演奏会を開いた。このころ作曲した 《ロッシーニの「エジプトのモーゼ」による幻想曲 Op.33》 は1839年に出版され、19世紀を通して演奏会でしばしば取り上げられる有名作品となっている。後にシューマンの妻となるクララ・ヴィークもこの作品を研究したという。ロンドン滞在を終えてイギリス各地でツアー・コンサートを開いたが病気になり、すぐにウィーンに戻った。
1838年春、彼がパリでコンサートを開いた時、音楽雑誌は「もっとも有名な作曲家」として取り上げた。同年4月、ウィーンで彼はコンサートを終えたばかりのリストを食事に招き、モーリッツ・フォン・ディートリヒシュタイン伯（フランツ・ヨーゼフの弟か）とともに会食した。伯爵は「カストルとポルックスの2人と一緒だ」と喜んだ。翌日、2人はメッテルニヒの客人として再び同席している。リストのウィーン滞在中、タールベルクは全く演奏しなかったという。
1843年、イタリアのオペラ歌手ルイージ・ラブラーケ（Luigi Lablache）の娘と結婚した。

### 晩年
1858年のアメリカ演奏旅行後にイタリア・ナポリ近郊のポジリポ（Posillipo）に移り、4年間沈黙を守る。1862年に演奏活動を再開し、翌1863年のブラジル演奏旅行を最後にピアニストとしてのキャリアに終止符を打つ。
その後、ナポリ音楽院のピアノ科教授の職を希望し、イタリア国籍がないことを理由に当初拒否されるも1年後に認められ、晩年まで教職にあった。
1871年、ポジリポで生涯を閉じた。彼が残した膨大な作曲家たちのサインのコレクションは、死後に売却された。

## 受容
没後、フランツ・リストの作品は忘れられることはなかったが、タールベルクの作品は瞬く間にピアニストのレパートリーから消えた。「メッテルニヒ政権に近い人物だった」ことが災いした可能性もあるにせよ、和声構造がリストよりも単純で編曲技術もリストの華美さに及ばず、20世紀にはいっても録音の機会すら消えた。
シャルル＝ルイ・アノンは「タールベルクの指使い」を付した60番練習曲で有名であるが、これはアノンがタールベルクのファンであったことに由来する。
CD時代を迎えると、タールベルク受容に変化の兆しが生まれる。フランチェスコ・ニコロージはタールベルク国際ピアノコンクールを主催するなど、熱心に普及に努めている。日本にもタールベルク協会が存在し、一時期は楽譜出版まで行っていた。高須博がタールベルクをレパートリーにしており、わずかではあるがレパートリーに加えるピアニストは増えている。

## 主な作品
ジギスモント・タールベルクの楽曲一覧も参照。
- ロッシーニの歌劇「コリントの包囲」のお気に入りの主題による即興曲 Op.3
- ピアノ協奏曲 ヘ短調 Op.5、1830年
- ロッシーニを讃えて、「ギヨーム・テル」のモティーフによる変奏曲 Op.5bis
- マイアベーアの歌劇「悪魔のロベール」のモティーフによる幻想曲 Op.6
- ベッリーニの歌劇「異国の女（英語版）」による幻想曲 Op.9
- ベッリーニの歌劇「カプレーティとモンテッキ」による大幻想曲と変奏曲 Op.10
- マイアベーアの「ユグノー教徒」による幻想曲 Op.20
- 12のエチュード Op.26
- スケルツォ Op.31 嬰ハ長調
- ロッシーニの歌劇「エジプトのモーゼ」による大幻想曲 Op.33
- ロマンスとエチュード Op.38
- ロッシーニの歌劇「湖上の美人」による幻想曲 Op.40bis
- ユグノー教徒、大幻想曲　第2番 Op.43
- ベッリーニの歌劇「夢遊病の娘」からのモティーフによる大奇想曲 Op.46
- アレヴィの歌劇「シャルル6世（英語版） 」による大奇想曲 Op.48
- ベッリーニの歌劇「テンダのベアトリーチェ（英語版）」による大幻想曲 Op.49
- ドニゼッティの歌劇「ルクレツィア・ボルジア」による幻想曲 Op.50
- オベールの歌劇「ポルティチの唖娘」による幻想曲 Op.52
- エロルドの「ザンパ」による大幻想曲 Op.53
- ロッシーニの歌劇「セミラーミデ」からの主題による、ヴァイオリン、ピアノと管弦楽のための協奏的二重奏曲 Op.54
- ピアノ・ソナタ　 Op.56
- ベルリオーズのアポテオーズによる大奇想曲 Op.58
- ロッシーニの歌劇「セビリアの理髪師」による大幻想曲 Op.63
- 気まぐれなワルツ Op.64
- ドニゼッティの「ドン・パスクワーレ」による幻想曲 Op.67
- ドニゼッティの歌劇「連隊の娘」による幻想曲 Op.68
- ピアノ三重奏曲 イ長調 Op.69、1853年
- 「埴生の宿」による変奏曲 Op.72
- 「夏の名残のばら（庭の千草）」による変奏曲 Op.73
- ヘクサメロン変奏曲 （リスト、チェルニー、ショパン等との共作）